# Klaus Schäfer (Theologe, 1958)

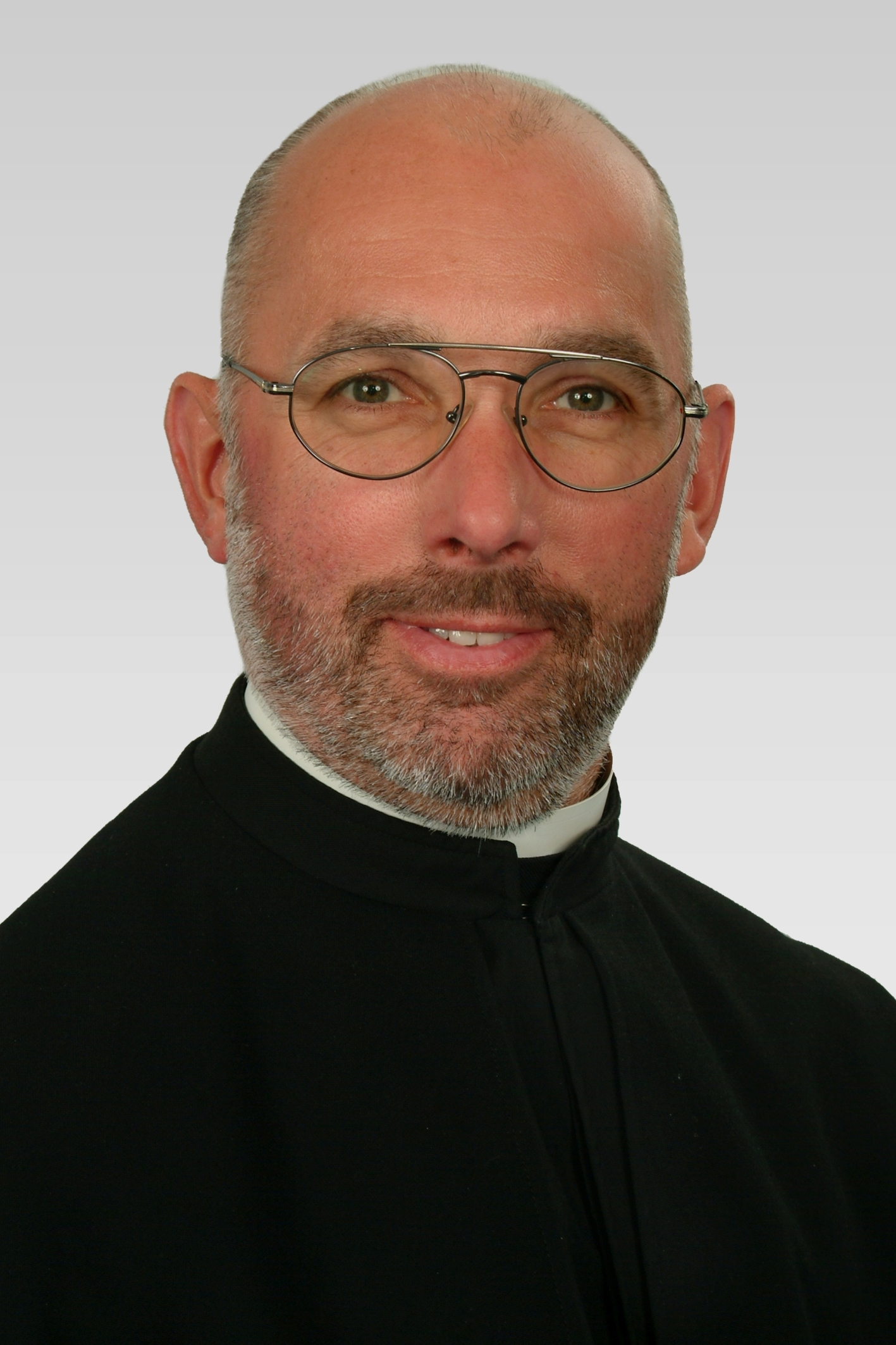
P. Klaus Schäfer SAC (2007)

Klaus Schäfer SAC (* 1958 in Betzigau) ist ein deutscher katholischer Theologe, Priester und Autor. Sein Arbeitsschwerpunkt liegt in der Krankheits- und Sterbebegleitung sowie der Trauerarbeit. Er veröffentlichte zahlreiche Bücher zu den Themen Stillgeburt, Hirntod und Organspende sowie Reiseberichte zu Radwallfahrten.

## Leben und Wirken
Schäfer absolvierte nach der Schule in Betzigau und Durach eine Ausbildung zum Elektromechaniker und diente anschließend zwölf Jahre als Soldat bei der Bundeswehr. 1988 trat er in den Orden der Pallottiner ein und empfing nach Ausbildung und Studium am katholischen Priesterseminar St. Lambert in Lantershofen 1998 die Priesterweihe. Als Pallottiner führt er die Abkürzung SAC (für lateinisch Societas Apostolatus Catholici, deutsch „Gemeinschaft des Katholischen Apostolates“) als Namenszusatz in Form eines Postnominale.
Pater Schäfer war 1999 Pfarrer in Kippenhausen in Baden-Württemberg. Anschließend wirkte er ab September 1999 bis 2014 als Klinikseelsorger des Vincentius-Krankenhauses in Karlsruhe. Als Klinikseelsorger war er Begründer der Karlsruher Trost-Gottesdienste. Von 2014 bis 2017 war Pater Klaus Schäfer SAC Rektor der Ordensgemeinschaft in Bruchsal. Seit 2017 ist er Klinikseelsorger am Universitätsklinikum Regensburg und lebt im Bildungszentrum der Pallottiner in Hofstetten bei Falkenstein. Pater Schäfer ist als Redner und Disputant zu den Themen Hirntod und Organspende aktiv.

## Werke (Auswahl)
Alle Publikationen von Klaus Schäfer sind hier aufgelistet.

### Bücher
- Trösten – aber wie? Ein Leitfaden zur Begleitung von Trauernden und Kranken. Pustet, Regensburg 2009, ISBN 978-3-7917-2204-7.
- Trauerfeiern beim Tod von Kindern: liturgische Hilfen und Modelle für Segnung, Verabschiedung und Beerdigung. Pustet, Regensburg 2010, ISBN 978-3-7917-2299-3.
- Sterben – aber wie? Leitfaden für einen guten Umgang mit dem Tod. Pustet, Regensburg 2011, ISBN 978-3-7917-2381-5.
- Hirntod, Medizinische Fakten – diffuse Ängste – Hilfen für Angehörige. Topos plus 2014, ISBN 978-3-8367-0879-1.
- Vom Koma zum Hirntod: Pflege und Begleitung auf der Intensivstation. Kohlhammer Verlag, Stuttgart 2017, ISBN 978-3-17-033090-0.
- Hirntod – Organspende und die Kirche sagt dazu. Book on Demand 2020, ISBN 978-3-7519-3042-0.
- Die Welt in Trauer Inschriften auf Grabsteinen Band 1, Book on Demand 2021, ISBN 978-3-7526-8344-8.
- Das Sonnensystem im Atom, Große Zahlen von Raum und Zeit verständlich erklärt, Book on Demand 2021, ISBN 978-3-7534-9536-1.
- Mein Trauertagebuch. Mit tröstenden Gedanken für das erste Trauerjahr. Pustet, Regensburg 2022, ISBN 978-3-7917-3371-5.
- Synopse des deutschen Bestattungsrechts. Book on Demand 2022, ISBN 978-3-7568-8612-8.

### Freebooks
- Mit dem Fahrrad nach Jerusalem. Erinnerungen an eine große Radwallfahrt, 2008.
- Die Spur der unendlichen Liebe. Geschichte der Gottesbilder bis zu Vinzenz Pallottis Gott der unendlichen Liebe, 2013.
- Leben – dank dem Spender 20 Transplantierte berichten. 2014.
- Dank dem Spender 20 Transplantierte berichten. 2014.
- 25 x 25 geschenkte Jahre 25 Transplantierte berichten über die mindestens 25 Jahre ihres zweiten Lebens. 2015.
- Gottesbilder des Korans und der Bibel Die 99 Namen Allahs im Koran im Vergleich zu den biblischen Gottesbildern. 2016.
- Der Ausweis Wenn das Unvorstellbare Wirklichkeit wird (Roman) 2016.
- JA Mein Bekenntnis zur Organspende. 2016.
- Hirntod verstehen Der Sterbeprozess in einfachen Worten 2017
- Das Hirntodkonzept Geschichte und Darlegung. 2021.
- Ein Weg der Trauer 35 Jahre Umgang mit fehlgeborenen Kindern in Karlsruhe. 2022.
- Aufruf zum Frieden denn Frieden ist möglich. 2022.

### Aufsätze
Schäfer veröffentlichte etwa 30 Aufsätze u. a. in den Zeitschriften Bestattungskultur, Intensiv, Neue Justiz, dem Internet-Portal Ethik heute sowie auf der Website der Pallottiner.